# 伊朗国家银行
伊朗国家银行（National Bank of Iran）（英语：Bank Melli Iran，简称BMI，波斯语：بانک ملی ایران）是伊朗第一家全国性的银行，自1927年成立至今，已成为伊朗最有影响力的银行之一。于1965年在德国汉堡设立第一家境外分行，作为伊朗的国有银行，现今已拥有超过3300家分支机构和43000名员工。

## 相关链接
- 伊朗中央银行 （页面存档备份，存于）

## 官方网站
- 伊朗国家银行（页面存档备份，存于） (波斯语)
- 伊朗国家银行 （页面存档备份，存于） (英语)